# Ceratostylis himalaica
Ceratostylis himalaica är en orkidéart som beskrevs av Joseph Dalton Hooker. Ceratostylis himalaica ingår i släktet Ceratostylis och familjen orkidéer. Inga underarter finns listade i Catalogue of Life.